# Alex (papegoja)
Alex var en papegoja, en grå jako född 1977, som under 30 år användes i ett projekt för att undersöka hur intelligenta papegojor är, och kan bli med träning. Experimentet utfördes till en början vid University of Arizona och därefter vid Harvard University of Brandeis University. Ansvarig för projektet var djurpsykologen Irene Pepperberg som köpte Alex i en djuraffär då den var ungefär ett år gammal.

## Biografi
Namnet Alex var ursprungligen en akronym för Avian Language EXperiment, men Pepperberg ändrade efter ett tag akronymen till Avian Learning EXperiment för att få ökad acceptans för sin forskning, något hon förklarat i boken Alex & Me).
Före Pepperbergs arbete med Alex var det en allmän åsikt inom det vetenskapliga samfundet att det krävdes en primathjärna för att kunna hantera komplexa problem som hade med språk och förståelse att göra. Fåglar sågs inte som intelligenta eftersom deras vardagliga kommunikation för att interagera består av härmande och repetition av ljud. Alex framsteg stödde dock tesen att fåglar faktiskt kan tänka logiskt på en basal nivå och även använda ord på ett kreativt sätt.
Alex dog den 6 september 2007, vid en ålder av 31 år.